# 소수초등학교
소수초등학교는 대한민국 충청북도 괴산군 소수면 수리에 있는 공립 초등학교이다.

## 학교 연혁
- 1931년 7월 13일 소수공립보통학교 개교(설립인가 6월 26일)
- 1938년 4월 1일 교명 변경 (소수공립심상소학교)
- 1941년 4월 1일 교명 변경 (소수공립국민학교)
- 1994년 3월 1일 북상분교장 통폐합(1992.03.01 개설)
- 1995년 3월 1일 광신분교장 통폐합(1993.03.01 개설)
- 1996년 3월 1일 소수초등학교로 개칭
- 2021년 3월 1일 제39대 류혜선 교장 부임
- 2024년 1월 5일 제90회 0명 졸업 (총 졸업생수 3,908명), 제44회 유치원 졸업 및 수료 5명(졸업생 2명, 총 졸업생 479명)

## 참고 자료
- 소수초등학교 - 한국교육학술정보원 학교알리미